# Enderal
Enderal – Die Trümmer der Ordnung, oder einfach nur Enderal, ist eine Total Conversion für das Rollenspiel The Elder Scrolls V: Skyrim, welche am 3. Juli 2016 zunächst in deutscher Sprache und am 14. August desselben Jahres in englischer Sprache veröffentlicht wurde. Dabei wurde eine eigene Welt mit eigener Geschichte und vertonten Charakteren erstellt. Die Spielzeit soll dabei ungefähr 30 bis 100 Stunden betragen.
Am 14. Februar 2019 erschien ein Add-on mit dem Namen Enderal: Forgotten Stories. Dieses verbessert diverse Aspekte des Spiels und fügt zusätzliche Inhalte hinzu und bietet damit eine zusätzliche Kampagnenspielzeit von etwa 30–100 Stunden, so die Entwickler.

## Entwicklung
Die Planungen für Enderal begannen einige Monate vor dem Erscheinen von Skyrim unter dem Codenamen „Projekt 5“. Offiziell angekündigt wurde Enderal im Juni 2012.
Enderal wurde von einem Team aus Hobbyprogrammierern innerhalb des Entwicklerstudios SureAI unter der Leitung von Nicolas Samuel Lietzau entwickelt. Neben freiwilligen Entwicklern und Designern waren auch professionelle Sprecher an der Produktion beteiligt – darunter Till Hagen, Annina Braunmiller-Jest und Bernd Vollbrecht – die unentgeltlich insgesamt rund 50 Stunden Dialoge vertonten. Die Entwicklungszeit belief sich auf ca. 30.000 Personenstunden. Das Budget der Mod betrug etwa 27.000 Euro, welches hauptsächlich für Server-Kosten verwendet wurde.

## Veröffentlichung
Am 3. Juli 2016 erschien Enderal als Download auf der Website von SureAi. Damit Enderal funktioniert, muss das Spiel in das Originalverzeichnis von Skyrim hinein installiert werden. Durch eine Funktion im Startprogramm von Enderal können Spieler zwischen der Total Conversion und Skyrim wechseln.
Am 5. September 2018 gab SureAI bekannt, dass sowohl Enderal als auch das bereits angekündigte DLC Forgotten Stories über Steam veröffentlicht werden. Dadurch können Skyrim und Enderal parallel auf einem PC installiert sein.
Am 14. Februar 2019 erschien mit Forgotten Stories das erste und einzige DLC. Es wurde zusammen mit der Steam-Veröffentlichung von Enderal veröffentlicht und wird seitdem zusammen als Download angeboten.
Obwohl zum Zeitpunkt der Veröffentlichung von Enderal bereits die Special Edition von Skyrim auf dem Markt war, basierte das Spiel weiterhin auf der Standardversion. Das ist darauf zurückzuführen, das eine Portierung des noch unfertigen Spiels mit einem zu großen Aufwand verbunden wäre. Am 2. Mai 2021 veröffentlichten die Entwickler Enderal für die Special Edition auf Steam, welche Performanceverbesserungen und Bugfixes beinhaltet.

## Rezeption
Das Magazin GameStar bewertete Enderal mit 87 von 100 Punkten und gab an, dass die Mod vom Umfang mit AAA-Spielen mithalten könne. Auch das IT-Onlinemagazin ComputerBase schrieb, Enderal könne „in der Liga der Vollpreistitel mithalten“. Der Münchner Merkur berichtete positiv über Enderal: „Sure AI, dem kleinen Hobbyprogrammierer-Team aus Starnberg, ist gelungen, woran milliardenschwere Unternehmen scheitern: Eine anspruchsvolle, interessante Geschichte zu erzählen.“
Enderal wurde bei den Game Awards 2016 als beste Fan-Kreation („Best Fan Creation“) ausgezeichnet und war bei den SXSW Gaming Awards in der Kategorie „Fan Creation of the Year“ nominiert.
Zu Enderal: Forgotten Stories kommentierte Gloria H. Manderfeld von der GameStar, dass dieses die Total Conversion „noch größer, packender und motivierender als zuvor“ gemacht habe. „Das Ergebnis ist eine Art ‚Director’s Cut‘ von Enderal, der die ohnehin fantastische Hauptstory weiter abrundet.“